# Muscle abaisseur du septum nasal
Le muscle abaisseur du septum nasal (ou muscle myrtiforme ou muscle abaisseur de l'aile du nez) est un muscle facial.

## Description
Le muscle abaisseur du septum nasal est un muscle peaucier, aplati, quadrilatère, situé en dessous de l’orifice des narines entre la muqueuse et la structure musculaire de la lèvre. 

## Trajet
Les fibres verticales du muscle abaisseur du septum nasal se détachent du maxillaire dans la fosse canine et sur la bosse canine ; elles se terminent en haut à la face profonde de la peau, dans le septum nasal et la partie arrière de la partie alaire du muscle nasal.

## Action
Le muscle abaisseur du septum nasal est un antagoniste direct des autres muscles du nez qui tire la pointe du nez vers le bas, fermant ainsi les narines.
Il fonctionne comme la partie alaire du muscle nasal.

## Galerie

Position du muscle abaisseur du septum nasal (représenté en rouge).